# Bayan Qiandamen
Bayan Qiandamen (kinesiska: 巴音前达门, 巴音前达门苏木) är en socken i Kina. Den ligger i den autonoma regionen Inre Mongoliet, i den norra delen av landet, omkring 360 kilometer väster om regionhuvudstaden Hohhot. Antalet invånare är 1967. Befolkningen består av 692 kvinnor och 1 275 män. Barn under 15 år utgör 6,0 %, vuxna 15-64 år 88 %, och äldre över 65 år 4,0 %.
Genomsnittlig årsnederbörd är 294 millimeter. Den regnigaste månaden är juni, med i genomsnitt 83 mm nederbörd, och den torraste är januari, med 1 mm nederbörd.